# طيران الملكة بلقيس
طيران الملكة بلقيس هي شركة طيران خاصة في اليمن، وتتخذ من مطار عدن الدولي مركزاً لعملياتها.

## التاريخ
تم تأسيسها في 2013 وحصلت على موافقة الدولة في ديسمبر 2016 وكان من المقرر أن تبدأ عملياتها في صيف 2017 لكنها أجلت بدء عملياتها في مارس 2018 برحلة عدن - الخرطوم - عدن. أطلقت الشركة رحلاتها إلى مطار الملكة علياء الدولي في ديسمبر 2018 ووسعت تغطيتها إلى سيئون في نفس الشهر.

## الوجهات
اعتبارًا من عام 2023، خدمت طيران الملكة بلقيس الوجهات التالية: